# 67. Berlini Nemzetközi Filmfesztivál
Az 67. Berlini Nemzetközi Filmfesztivál 2017. február 9. és 18. között került megrendezésre, a nyitófilm Étienne Comartól a Django, míg a zárófilm Enyedi Ildikótól a Testről és lélekről volt. Utóbbi film nyerte az Arany Medve díjat is. A fesztivál zsűrielnöke Paul Verhoeven dán filmkészítő volt.

## Zsűri
Az alábbi emberek voltak a fesztivál zsűrijének tagjai:

### Filmek

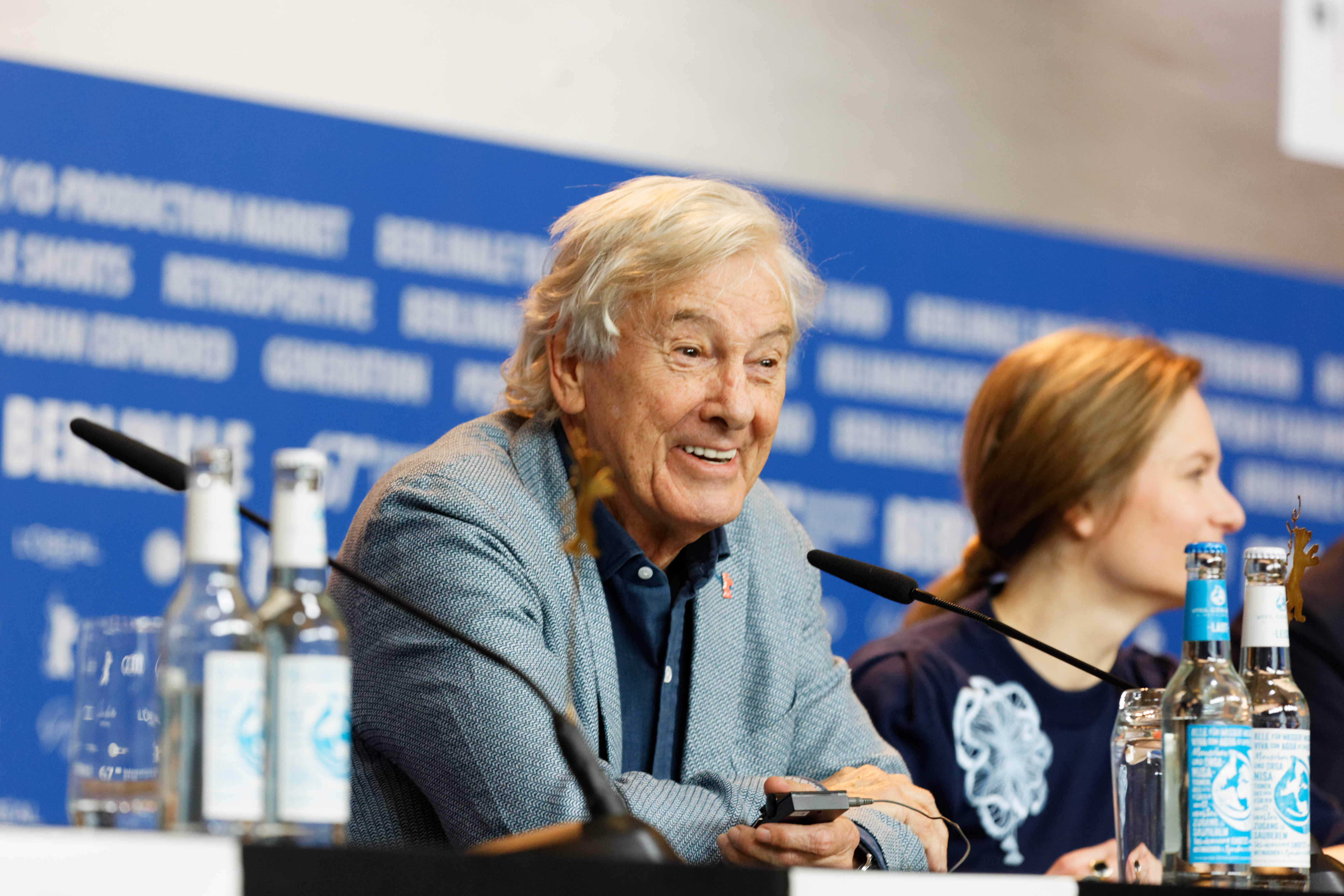
Paul Verhoeven egy a fesztiválon tartott sajtókonferencián

- Paul Verhoeven, holland filmkészítő – Zsűrielnök
- Ólafur Elíasson, izlandi szobrász
- Dora Bouchoucha Fourati, tunéziai producer
- Maggie Gyllenhaal, amerikai színésznő
- Julia Jentsch, német színésznő
- Diego Luna, mexikói színész és filmkészítő
- Wang Quan'an, kínai filmkészítő

### Elsőfilmes produkciók
- Jayro Bustamante, guatemalai filmkészítő[6]
- Clotilde Courau, francia színésznő
- Mahmoud Sabbagh, szaúdi filmkészítő, producer és író

### Dokumentumfilmek
- Daniela Michel, mexikói filmkritikus[7]
- Laura Poitras, amerikai filmkészítő és producer
- Samir, iraki rendező és producer

### Rövidfilmek
- Kimberley Drew, amerikai író, kurátor és közösségi média menedzser[8]
- Christian Jankowski, német művész és filmkészítő
- Carlos Nuñez, chilei filmproducer

## Versenyben lévő filmek
Az alábbi filmek voltak versenyben az Arany Medve- és az Ezüst Medve-díjakért:
| Magyar cím                | Eredeti cím            | Rendező            | Ország                                                                       |
| ------------------------- | ---------------------- | ------------------ | ---------------------------------------------------------------------------- |
| Szerelmem Ana             | Ana, mon amour         | Călin Peter Netzer | Románia, Németország, Franciaország                                          |
| Beuys                     | Beuys                  | Andres Veiel       | Németország                                                                  |
| Helle Nächte              | Helle Nächte           | Thomas Arslan      | Németország, Norvégia                                                        |
| Colo                      | Colo                   | Teresa Villaverde  | Portugália, Franciaország                                                    |
| A vacsora                 | The Dinner             | Oren Moverman      | Amerikai Egyesült Államok                                                    |
| Django                    | Django                 | Étienne Comar      | Franciaország                                                                |
| Egy famtasztikus nő       | Una mujer fantástica   | Sebastián Lelio    | Chile, Németország, Amerikai Egyesült Államok, Spanyolország                 |
| Félicité                  | Félicité               | Alain Gomis        | Franciaország, Szenegál, Belgium, Németország, Libanon                       |
| Have a Nice Day           | 好极了                 | Liu Jian           | Kína                                                                         |
| Joaquim                   | Joaquim                | Marcelo Gomes      | Brazília, Portugália                                                         |
| Misutâ Ron                | ミスター・ロン/ 龍先生 | Sabu               | Japán, Hongkong, Németország, Kína, Tajvan                                   |
| Testről és lélekről       | Testről és lélekről    | Ildikó Enyedi      | Magyarország                                                                 |
| Bamui haebyun-eoseo honja | 밤의 해변에서 혼자     | Hong Sang-soo      | Dél-Korea                                                                    |
| A remény másik oldala     | Toivon tuolla puolen   | Aki Kaurismäki     | Finnország                                                                   |
| A vendégek                | The Party              | Sally Potter       | Egyesült Királyság                                                           |
| Rückkehr nach Montauk     | Rückkehr nach Montauk  | Volker Schlöndorff | Németország, Franciaország, Írország                                         |
| Pokot                     | Pokot                  | Agnieszka Holland  | Lengyelország, Németország, Csehország, Svédország, Szlovákia, Franciaország |
| Mérgezett egér            | Wilde Maus             | Josef Hader        | Ausztria                                                                     |

### Versenyen kívül
A fesztiválon az alábbi filmeket vetítették versenyen kívül:
| Magyar cím       | Eredeti cím      | Rendező            | Ország                    |
| ---------------- | ---------------- | ------------------ | ------------------------- |
| El Bar           | El Bar           | Álex de la Iglesia | Spanyolország             |
| A végső portré   | Final Portrait   | Stanley Tucci      | Egyesült Királyság        |
| Logan – Farkas   | Logan            | James Mangold      | Amerikai Egyesült Államok |
| Én és a mostohám | Sage femme       | Martin Provost     | Franciaország             |
| T2 Trainspotting | T2 Trainspotting | Danny Boyle        | Egyesült Királyság        |
| Az alkirály háza | Viceroy's House  | Gurinder Chadha    | India, Egyesült Királyság |

### Panorama
Az alábbi filmeket vetítették a fesztivál Panorama szekciójában:
| Magyar cím                           | Eredeti cím                          | Rendező                         | Ország                                                                       |
| ------------------------------------ | ------------------------------------ | ------------------------------- | ---------------------------------------------------------------------------- |
| 1945                                 | 1945                                 | Török Ferenc                    | Magyarország                                                                 |
| Berlin Syndrome                      | Berlin Syndrome                      | Cate Shortland                  | Ausztrália, Franciaország                                                    |
| Szólíts a neveden                    | Call Me by Your Name                 | Luca Guadagnino                 | Amerikai Egyesült Államok, Brazília, Olaszország, Franciaország              |
| Kentaur                              | Centaur                              | Aktan Abdykalykov               | Kirgizisztán, Franciaország, Németország, Hollandia                          |
| Ciao Ciao                            | 巧巧                                 | Song Chuan                      | Kína, Franciaország                                                          |
| Karera ga honki de amu toki wa,      | 彼らが本気で編むときは、             | Naoko Ogigami                   | Japán                                                                        |
| Discreet                             | Discreet                             | Travis Mathews                  | Amerikai Egyesült Államok                                                    |
| Fluidø                               | Fluidø                               | Shu Lea Cheang                  | Németország                                                                  |
| Erkélyemről a világ                  | Fra balkongen                        | Ole Giæver                      | Norvégia                                                                     |
| Kong shan yi ke                      | 空山异客                             | Yang Heng                       | Kína                                                                         |
| Isten országa                        | Isten országa                        | Francis Lee                     | Egyesült Királyság                                                           |
| Darbat fi alraas                     | Darbat fi alraas                     | Hicham Lasri                    | Marokkó, Franciaország, Katar, Libanon                                       |
| Munmo tashi khyidron                 | Munmo tashi khyidron                 | Dechen Roder                    | Bhután                                                                       |
| Túszok                               | Mdzevlebi                            | Rezo Gigineishvili              | Grúzia, Ororszország, Lengyelország                                          |
| Kaygi                                | Kaygı                                | Ceylan Özgün Özçelik            | Törökország                                                                  |
| Volt egyszer egy Szíria              | Insyriated                           | Philippe Van Leeuw              | Belgium, Franciaország, Libanon                                              |
| Como Nossos Pais                     | Como Nossos Pais                     | Laís Bodanzky                   | Brazília                                                                     |
| A király választása                  | Kongens Nei                          | Erik Poppe                      | Norvégia, Svédország, Dánia, Írország                                        |
| The Misandrists                      | The Misandrists                      | Bruce LaBruce                   | Németország                                                                  |
| One Thousand Ropes                   | One Thousand Ropes                   | Tusi Tamasese                   | Új-Zéland                                                                    |
| Pendular                             | Pendular                             | Júlia Murat                     | Brazília, Argentína, Franciaország                                           |
| Rekviem J. asszonyért                | Rekvijem za gospodju J.              | Bojan Vuletić                   | Szerbia, Bulgária, Észak-Macedónia, Ororszország, Franciaország, Németország |
| Pieles                               | Pieles                               | Eduardo Casanova                | Spanyolország                                                                |
| Bing Lang Xue                        | 槟榔血                               | Hu Jia                          | Kína, Hongkong                                                               |
| Tiger Girl                           | Tiger Girl                           | Jakob Lass                      | Németország                                                                  |
| Vaya                                 | Vaya                                 | Akin Omotoso                    | Dél-Afrika                                                                   |
| Vazante                              | Vazante                              | Daniela Thomas                  | Brazília, Portugália                                                         |
| Koga denot nemase ime                | Koga denot nemase ime                | Teona Strugar Mitevska          | Észak-Macedónia, Belgium, Szlovénia                                          |
| A seb                                | The Wound                            | John Trengove                   | Dél-Afrika, Németország, Hollandia, Franciaország                            |
| Panorama Dokumente                   |                                      |                                 |                                                                              |
| El Pacto de Adriana                  | El Pacto de Adriana                  | Lissette Orozco                 | Chile                                                                        |
| Belinda                              | Belinda                              | Marie Dumora                    | Franciaország                                                                |
| Bones of Contention                  | Bones of Contention                  | Andrea Weiss                    | Amerikai Egyesült Államok                                                    |
| Casting JonBenet                     | Casting JonBenet                     | Kitty Green                     | Amerikai Egyesült Államok                                                    |
| Chavela                              | Chavela                              | Catherine Gund, Daresha Kyi     | Amerikai Egyesült Államok                                                    |
| Álomhajó                             | Dream Boat                           | Tristan Ferland Milewski        | Németország                                                                  |
| Erase and Forget                     | Erase and Forget                     | Andrea Luka Zimmerman           | Egyesült Királyság                                                           |
| Fünf Sterne                          | Fünf Sterne                          | Annekatrin Hendel               | Németország                                                                  |
| Ghost Hunting                        | Istiyad Ashbah                       | Raed Andoni                     | Franciaország, Palesztina, Svájc, Katar                                      |
| Nem vagyok a rabszolgád              | I Am Not Your Negro                  | Raoul Peck                      | Franciaország, Amerikai Egyesült Államok, Belgium, Svájc                     |
| Denk ich an Deutschland in der Nacht | Denk ich an Deutschland in der Nacht | Romuald Karmakar                | Németország                                                                  |
| No Intenso Agora                     | No Intenso Agora                     | João Moreira Salles             | Brazília                                                                     |
| Tahqiq fel djenna                    | Tahqiq fel djenna                    | Merzak Allouache                | Franciaország, Algéria                                                       |
| Mein wunderbares West-Berlin         | Mein wunderbares West-Berlin         | Jochen Hick                     | Németország                                                                  |
| Política, manual de instrucciones    | Política, manual de instrucciones    | Fernando León de Aranoa         | Spanyolország                                                                |
| Combat au bout de la nuit            | Combat au bout de la nuit            | Sylvain L'Espérance             | Kanada                                                                       |
| Revolution of Sound: Tangerine Dream | Revolution of Sound: Tangerine Dream | Margarete Kreuzer               | Németország                                                                  |
| Ri chang dui hua                     | 日常對話                             | Hui-chen Huang                  | Tajvan                                                                       |
| Strong Island                        | Strong Island                        | Yance Ford                      | Amerikai Egyesült Államok, Dánia                                             |
| Tania Libre                          | Tania Libre                          | Lynn Hershman Leeson            | Amerikai Egyesült Államok                                                    |
| Untitled                             | Untitled                             | Michael Glawogger, Monika Willi | Ausztria, Németország                                                        |

### Perspektive Deutsches Kino
Az alábbi filmeket vetítették a fesztivál Perspektive Deutsches Kino szekciójában:
| Magyar cím                             | Eredeti cím                            | Rendező                                     |
| -------------------------------------- | -------------------------------------- | ------------------------------------------- |
| Back for Good                          | Back for Good                          | Mia Spengler                                |
| Die beste aller Welten                 | Die beste aller Welten                 | Adrian Goiginger                            |
| Kontener                               | Kontener                               | Sebastian Lang                              |
| Die Tochter                            | Die Tochter                            | Mascha Schilinski                           |
| Zwischen den Jahren                    | Zwischen den Jahren                    | Lars Henning                                |
| Final Stage                            | Final Stage                            | Nicolaas Schmidt                            |
| Gabi                                   | Gabi                                   | Michael Fetter Nathansky                    |
| Eisenkopf                              | Eisenkopf                              | Tian Dong                                   |
| Mikel                                  | Mikel                                  | Cavo Kernich                                |
| Millennials                            | Millennials                            | Jana Bürgelin                               |
| Ein Weg                                | Ein Weg                                | Chris Miera                                 |
| Selbstkritik eines bürgerlichen Hundes | Selbstkritik eines bürgerlichen Hundes | Julian Radlmaier                            |
| Tara                                   | Tara                                   | Felicitas Sonvilla                          |
| Könige der Welt                        | Könige der Welt                        | Christian von Brockhausen, Timo Großpietsch |

### Berlinale Special
Az alábbi filmeket vetítették a fesztivál Berlinale Special szekciójában:
| Magyar cím                                     | Eredeti cím                                    | Rendező                                    | Ország                                |
| ---------------------------------------------- | ---------------------------------------------- | ------------------------------------------ | ------------------------------------- |
| 4 Blocks                                       | 4 Blocks                                       | Marvin Kren                                | Németország                           |
| Gidseltagningen                                | Gidseltagningen                                | Kasper Barfoed                             | Dánia, Németország                    |
| Black Spot – Szólít az erdő                    | Zone blanche                                   | Mathieu Missoffe                           | Franciaország, Belgium                |
| Bomba                                          | Bomba                                          | Kevin Ford, Smriti Keshari, Eric Schlosser | Amerikai Egyesült Államok             |
| Nema-ye Nazdik                                 | کلوزآپ ، نمای نزدیک                            | Abbas Kiarostami                           | Irán                                  |
| La libertad del diablo                         | La libertad del diablo                         | Everardo González                          | Mexikó                                |
| Acht Stunden sind kein Tag                     | Acht Stunden sind kein Tag                     | Rainer Werner Fassbinder                   | Németország                           |
| In Zeiten des abnehmenden Lichts               | In Zeiten des abnehmenden Lichts               | Matti Geschonneck                          | Németország                           |
| Últimos días en La Habana                      | Últimos días en La Habana                      | Fernando Pérez                             | Kuba, Spanyolország                   |
| Z – Az elveszett város                         | The Lost City of Z                             | James Gray                                 | Amerikai Egyesült Államok             |
| Maudie                                         | Maudie                                         | Aisling Walsh                              | Kanada, Írország                      |
| Hazafi                                         | Patriot                                        | Steven Conrad                              | Amerikai Egyesült Államok             |
| Masaryk                                        | Masaryk                                        | Julius Sevcík                              | Csehország, Szlovákia                 |
| La reina de España                             | La reina de España                             | Fernando Trueba                            | Spanyolország                         |
| Berlin ege alatt                               | Der gleiche Himmel                             | Oliver Hirschbiegel                        | Németország, Csehország               |
| SS-GB                                          | SS-GB                                          | Philipp Kadelbach                          | Egyesült Királyság                    |
| The Trial: The State of Russia vs Oleg Sentsov | The Trial: The State of Russia vs Oleg Sentsov | Askold Kurov                               | Észtország, Lengyelország, Csehország |
| Az ifjú Karl Marx                              | Le jeune Karl Marx                             | Raoul Peck                                 | Franciaország, Németország, Belgium   |

## Győztesek
- Arany Medve: Testről és lélekről (Enyedik Ildikó)
- Zsűri Nagydíja: Félicité (Alain Gomis)
- Alfred Bauer-díj: Pokot (Agnieszka Holland)
- Ezüst Medve díj a legjobb rendezőnek: Aki Kaurismäki (A remény másik oldala)
- Ezüst Medve díj a legjobb színésznőnek: Kim Min-hee (Bamui haebyun-eoseo honja)
- Ezüst Medve díj a legjobb színésznek: Georg Friedrich (Helle Nächte)
- Ezüst Medve díj a legjobb forgatókönyvnek: Sebastián Lelio, Gonzalo Maza (Egy famtasztikus nő)
- Ezüst Medve díj a kiemelkedő művészi teljesítményért (vágó): Dana Bunescu (Szerelmem Ana)
- GWFF-díj legjobb elsőfilmesnek
  - Estiu 1993 (Carla Simón)
- Rövidfilmek
  - Arany Medve díj a legjobb rövidfilmnek: Cidade Pequena (Diogo Costa Amarante)
  - Ezüst Medve díj a legjobb rövidfilmnek: Esteban Arrangoiz Julien (Ensueño en la Pradera)
- Panorama Publikumspreis, a Közönség-díj
  - 1. hely: Volt egyszer egy Szíria (Philippe Van Leeuw)
  - 2. hely: Karera ga honki de amu toki wa, (Naoko Ogigami)
  - 3. hely: 1945 (Török Ferenc)
- Dokumentumfilmes Panorama-díj
  - 1. hely: Nem vagyok a rabszolgád (Raoul Peck)
  - 2. hely: Chavela (Catherine Gund, Daresha Kyi)
  - 3. hely: Ghost Hunting (Raed Andoni)
- Generation 14plus
  - Legjobb film: Butterfly Kisses (Rafael Kapelinski)
    - Tiszteletbeli említés: Ceux qui font les révolutions à moitié n'ont fait que se creuser un tombeau (Mathieu Denis, Simon Lavoie)

  - Kristály Medve-díj a legjobb rövidfilmnek: Wolfe (Claire Randall)
    - Tiszteletbeli említés: Snip (Terril Calder)
- Generation KPlus
  - A nemzetközi zsűri díja a legjobb filmnek: Shkola nomer 3 (Yelizaveta Smith, Georg Genoux)
    - Tiszteletbeli említés: Ben Niao (Huang Ji, Ryuji Otsuka)

  - A nemzetközi zsűri különdíja a legjobb rövidfilmnek: The Jungle Knows You Better Than You Do (Juanita Onzaga)
    - Tiszteletbeli említés: Kékség (Antoneta Alamat Kusijanović)
- Teddy-díj
  - Legjobb egész estés film: Egy famtasztikus nő (Sebastián Lelio)
  - Legjobb dokumentumfilm: Ri chang dui hua (Hui-chen Huang)
  - Legjobb rövidfilm: Min homosyster (Lia Hietala)
  - A zsűri különdíja: Karera ga honki de amu toki wa, (Naoko Ogigami)
  - Speciális Teddy-díj: Monika Treut
- FIPRESCI-díj
  - Versenyben lévő filmek: Testről és lélekről (Enyedi Ildikó)
  - Panorama: Pendular (Júlia Murat)
  - Forum: Shu'our akbar min el hob (Mary Jirmanus Saba)
- Ökumenikus Zsűri díja
  - Versenyben lévő filmek: Testről és lélekről (Enyedi Ildikó)
    - Tiszteletbeli említés: Egy famtasztikus nő (Sebastián Lelio)

  - Panorama: Tahqiq fel djenna (Merzak Allouache)
    - Tiszteletbeli említés: Nem vagyok a rabszolgád (Raoul Peck)

  - Forum: Mama Colonel (Dieudo Hamadi)
    - Tiszteletbeli említés: El Mar La Mar (Joshua Bonnetta, J.P. Sniadecki)
- CICAE Művészmozik díja
  - Panorama: Kentaur (Aktan Abdykalykov)
  - Forum: Newton (Amit V. Masurkar)
- Berliner Morgenpost olvasói zsűri díja
  - Testről és lélekről (Enyedi Ildikó)
- Tagesspiegel olvasói zsűri díja
  - Mama Colonel (Dieudo Hamadi)
- Harvey-Manner olvasói zsűri díja
  - Isten országa (Francis Lee)
- Céhes filmdíj
  - A vendégek (Sally Potter)
- Caligari filmdíj
  - El Mar La Mar (Joshua Bonnetta, J.P. Sniadecki)
- Heiner Carow-díj
  - Fünf Sterne (Annekatrin Hendel)
- Compass-Perspektive-díj
  - Die beste aller Welten (Adrian Goiginger)
- Kompagnon-Fellowship
  - Perspektive Deutsches Kino: Der grüne Wellensittich (Levin Peter, Elsa Kremser)
  - Berlinale Talents: Kontroll nélkül (Nora Fingscheidt)
- ARTE nemzetközi díj
  - Lost Country (Vladimir Perišić)
- Eurimages kooprodukciós fejlesztési díj
  - Razor Film Produktion (The Wife of the Pilot)
- VFF Talent Highlight-díj
  - Nefes Polat (The Bus to Amerika)
- A Robert Bosch Alapítvány filmdíja a német-arab nemzetközi együttműködésekrét
- Animációs film: Night (Ahmad Saleh)
- Rövidfilm: Fakh (Nada Riyadh)
- Dokumentumfilm: Behind Closed Doors (Yakout Elhababi)
- Az Amnesty International filmdíja
  - La Libertad del Diablo (Everardo González)

## Fordítás
- Ez a szócikk részben vagy egészben  a(z)   67th Berlin International Film Festival című angol Wikipédia-szócikk fordításán alapul.  Az eredeti cikk szerkesztőit annak laptörténete sorolja fel. Ez a jelzés csupán a megfogalmazás eredetét és a szerzői jogokat jelzi, nem szolgál a cikkben szereplő információk forrásmegjelöléseként.